# John Wile
John David Wile (Sherburn, 9 marzo 1947) è un allenatore di calcio ed ex calciatore inglese, di ruolo centrocampista.

## Carriera

### Giocatore
Trascorre la sua prima stagione da professionista al Sunderland, club della prima divisione inglese, con cui però di fatto non viene mai schierato in campo in partite ufficiali; il suo esordio effettivo avviene quindi solamente nella stagione 1967-1968, all'età di 20 anni, con la maglia del Peterborough Utd, club di terza divisione, con cui rimane anche nelle stagioni 1968-1969 e 1969-1970, entrambe giocate in quarta divisione, per complessive 118 presenze e 7 reti in partite di campionato con i Posh.
Nel dicembre del 1970 viene acquistato dal West Bromwich, club di prima divisione, club con cui nel corso degli anni '70 si ritaglia un ruolo da titolare fisso: tra il 1970 ed il 1982 totalizza infatti 469 presenze e 24 reti in partite di campionato, giocando in prima divisione dal 1970 al 1982 ad eccezione del triennio 193-1976, trascorso in seconda divisione. Nel corso degli anni partecipa anche a tre diverse edizioni della Coppa UEFA, competizione in cui in carriera mette a segno in totale una rete in 12 presenze, e pur non vincendo di fatto nessun trofeo ottiene una lunga serie di piazzamenti e di sconfitte in finale o in semifinale delle varie coppe disputate (un terzo, un quarto, un sesto ed un settimo posto in campionato, due semifinali di FA Cup ed una semifinale di Coppa di Lega). Nel 1982 trascorre un periodo in prestito ai Vancouver Whitecaps nella NASL, facendo poi ritorno al West Bromwich con cui gioca un'ultima stagione in prima divisione, in cui disputa 31 partite, grazie alle quali arriva a quota 500 presenze in partite di campionato con il club. Si ritira nel 1986, dopo un triennio trascorso nuovamente al Peterborough United.
In carriera ha totalizzato complessivamente 705 presenze e 34 reti nei campionati della Football League.

### Allenatore
Nella stagione 1977-1978 per un periodo diventa anche allenatore ad interim del West Bromwich; in seguito, dal 1983 al 1986 è contemporaneamente giocatore ed allenatore del Peterborough United, in quarta divisione.